# Aldinci
Aldinci (albanska: Aldinc, makedonska: Алдинци) är en ort i Nordmakedonien. Den ligger i kommunen Studeničani, i den centrala delen av landet, 22 kilometer söder om huvudstaden Skopje. Aldinci ligger 1 228 meter över havet och antalet invånare är 158.